# 渡辺広明

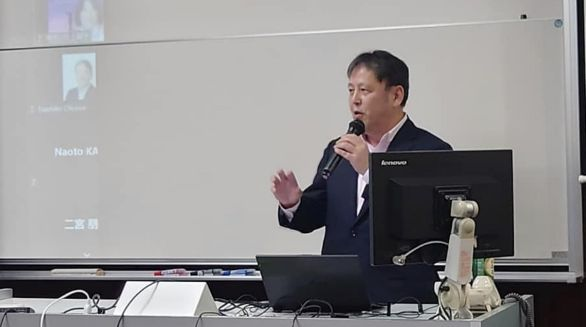
渡辺広明 早稲田ビジネススクール特別授業（2020年撮影）

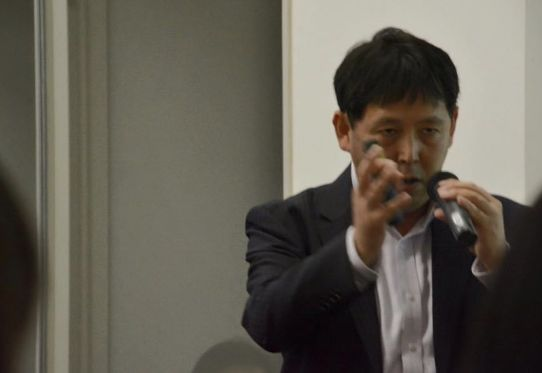
渡辺広明 慶應義塾大学商学部特別授業（2015年撮影）

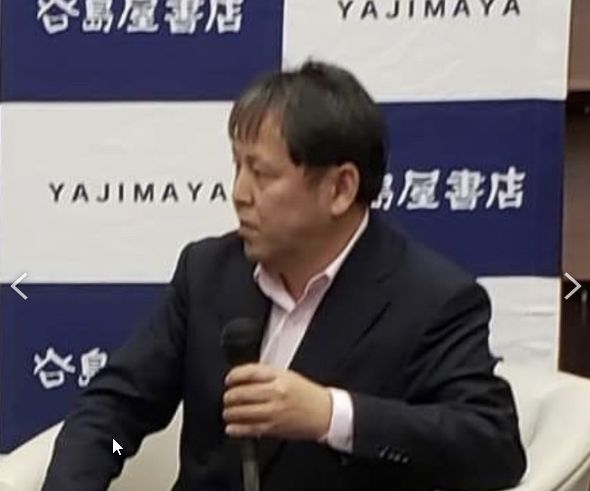
渡辺広明 出版イベント（2020年撮影）

渡辺 広明（わたなべ ひろあき、1967年4月24日 - ）は、消費経済アナリスト、マーケティングアナリスト、流通アナリスト、コンビニ評論家、コンビニジャーナリスト。事務所は株式会社やらまいかマーケティング所属。静岡県浜松市の親善大使『やらまいか大使』。やらまいかマーケティング 代表取締役社長。元『TBCグループ株式会社』商品企画事業部チーフマーチャンダイザー。身長166cm、血液型はB型。静岡県浜松市出身。東洋大学法学部経営法学科卒業。

## 概要
静岡県浜松市生まれ。過去にコンビニバイヤーとして730品の商品開発を行った経験をもとに『FNN Live News α』『ホンマでっか!?TV 』のコメンテーターとして出演中。2017年『コンビニの傘はなぜ大きくなったのか』、2019年『コンビニが日本から消えたなら』を出版。その他に静岡県浜松市の親善大使『やらまいか大使』就任、ニュース番組・ワイドショー・新聞・週刊誌などのコメント、コンサルティング・講演など幅広く活動。
2019年3月1日には自身が所長を務める(株)やらまいかマーケティングを設立。同時に芸能事務所『オスカープロモーション』から大手事務所『ケイダッシュステージ』に移籍。2020年、サイバー大学客員講師に就任。流通・小売・マーケティングの授業を担当。2023年、1月ケイダッシュステージから、自社やらまいかマーケティングでのマネージメントに変更。2023年、7月、自身のYouTubeチャンネル、渡辺広明の「やらまいか! ビジニュース」を開設。YouTuberとしての活動も開始した。

## 趣味
- 中日ドラゴンズファン[3]
- ランニング [3]
- キックボクシング[4]
- 1級小型船舶操縦士[4]

## 人物
モットーは『やらまいか精神』。
ラオス人民民主共和国にノンサワン小学校を建設（民間団体と連携して、現在も支援継続中）。並行して、ガーナ共和国の子供たちの支援活動に参画している。

## レギュラー

### テレビ
- FNN Live News α（フジテレビ、2019年4月～現在） - 解説員・木曜担当レギュラー[7]
- ホンマでっか!?TV（フジテレビ、2016年6月15日～現在） - コメンテーター[8]
- ものづくり応援バラエティー 東京プロダクトコレクション（TOKYO MX、2018年4月～現在） - 司会
- とびっきり！しずおか（静岡朝日テレビ、2020年4月～現在） - コメンテーター[9]

### 連載
- スポーツ紙『東京スポーツ』「流通ウォッチャー渡辺広明のやらまいか!!」連載（2016年3月～現在） - コンビニチェーン活用術
- 流通情報誌・月刊『激流』連載（2016年8月号～現在） - ヒット商品はこうして生まれた、マーケティング用語から見る世相
- 月刊雑誌『サイゾー』連載・ビジネスジャーナル（2012年9月～現在） - コンビニ考現学[10]
- WEB『日経ビジネスオンライン』連載（2009年7月～現在） - 買わない私が気になる売り場（三波毒夫として）[11]
- WEB『商業界』連載（2018年1月～2020年3月） - コンビニから日本の未来を見る！[12]
- WEB『オトナンサー』連載（2019年3月～現在） - オトナンサー編集部[13]
- 経済紙『PRESIDENT Online』「流通アナリストの眼」連載[14]
- 流通情報誌『商業界Online』「コンビニから日本の未来を見る！」連載[15]
- スポーツ紙『デイリースポーツ』「最新流通論」連載（2019年9月～現在）

## 単発・過去レギュラー
NHK
- おはよう日本
- ニュースチェック11
- NEWS WEB
- マサカメTV

日本テレビ
- スッキリ[3]
- ZIP!
- news every.
- 深層NEWS[16]

TBSテレビ
- あさチャン!
- ひるおび![3]
- がっちりマンデー!!
- サンデージャポン[17]
- グッとラック!
- NEWSな2人
- ピン子、通販やるってよ

フジテレビ
- THE NEWS α（2018年2月～2019年3月） - コメンテーター
- Live News it![18]
- FNNプライムニュース α[19]
- プライムニュース イブニング[20]
- 直撃LIVE グッディ![21]
- バイキング[22]
- ノンストップ![3]
- 新説!所JAPAN[23]

テレビ朝日
- グッド!モーニング[24]
- サンデーLive
- サタデーステーション
- ワイド!スクランブル[3]
- スーパーJチャンネル[3]
- オドロキ見たいテレビ びっくりぃむ
- 中居正広のニュースな会

読売テレビ
- 情報ライブ ミヤネ屋[3]
- 上沼・高田のクギズケ!　※中京テレビでも放送
- ウェークアップ!ぷらす[25]
- かんさい情報ネットten[3]

テレビ東京
- チャージ730!

毎日放送
- 林先生が驚く初耳学![3]

CBCテレビ
- ゴゴスマ -GO GO!Smile!

朝日放送
- キャスト[3]

TOKYO MX
- 田村淳の訊きたい放題
- モーニングCROSS
- TOKYO MX NEWS

テレビ西日本
- ももち浜S特報ライブ[3]
- 福岡NEWSファイル CUBE

福井放送
- おじゃまっテレ

AbemaTV
- ABEMA的ニュースショー

### ラジオ
NHKラジオ第一放送
- すっぴん!（NHKラジオ、2013年10月～2020年3月） - コメンテーター[26][27]

TOKYO FM
- 高橋みなみの これから、何する?[28]
- Blue Ocean[29]
- JFN報道特別番組[30]
- TOKYO SLOW NEWS[31]
- ONE MORNING
- 未来授業[32]

TBSラジオ
- ACTION[33]

文化放送
- 斉藤一美 ニュースワイドSAKIDORI![34]
- ロンドンブーツ1号2号 田村淳のNewsCLUB[35]

J-Wave
- Jam the WORLD

bayfm 78.0MHz
- POWER BAY MORNING[36]
- 金つぶ[37]

RKBラジオ
- 安藤豊 どんどこサタデー

静岡エフエム放送
- K-mix Double Eyes（K-mix）[38]

狛江FM
- コマラジ

渋谷クロスFM
- おーたPの部屋

## 著作
- コンビニの傘はなぜ大きくなったのか　―コンビニファンタジスタ 知れば話したくなる、あなたの知らないコンビニ活用術26―（good.book、2017年8月25日。ISBN 978-4909288035）
- コンビニが日本から消えたなら(ベストセラーズ、2019年12月27日。ISBN 978-4584139585)

## 講演
- 伊藤忠商事（株）[3]
- 日清製粉（株）[3]
- 日立建機（株）[3]
- 東芝テック（株）
- 日本コカ・コーラ（株）
- 晋遊舎（株）
- NTTコミュニケーションズ（株）
- 日本たばこ産業（株）
- サイバーエージェント（株）[3]

その他、多数出演